# Smilax melastomifolia
Smilax melastomifolia är en enhjärtbladig växtart som beskrevs av James Edward Smith. Smilax melastomifolia ingår i släktet Smilax och familjen Smilacaceae.
Artens utbredningsområde är Hawaii. Inga underarter finns listade.

## Bildgalleri

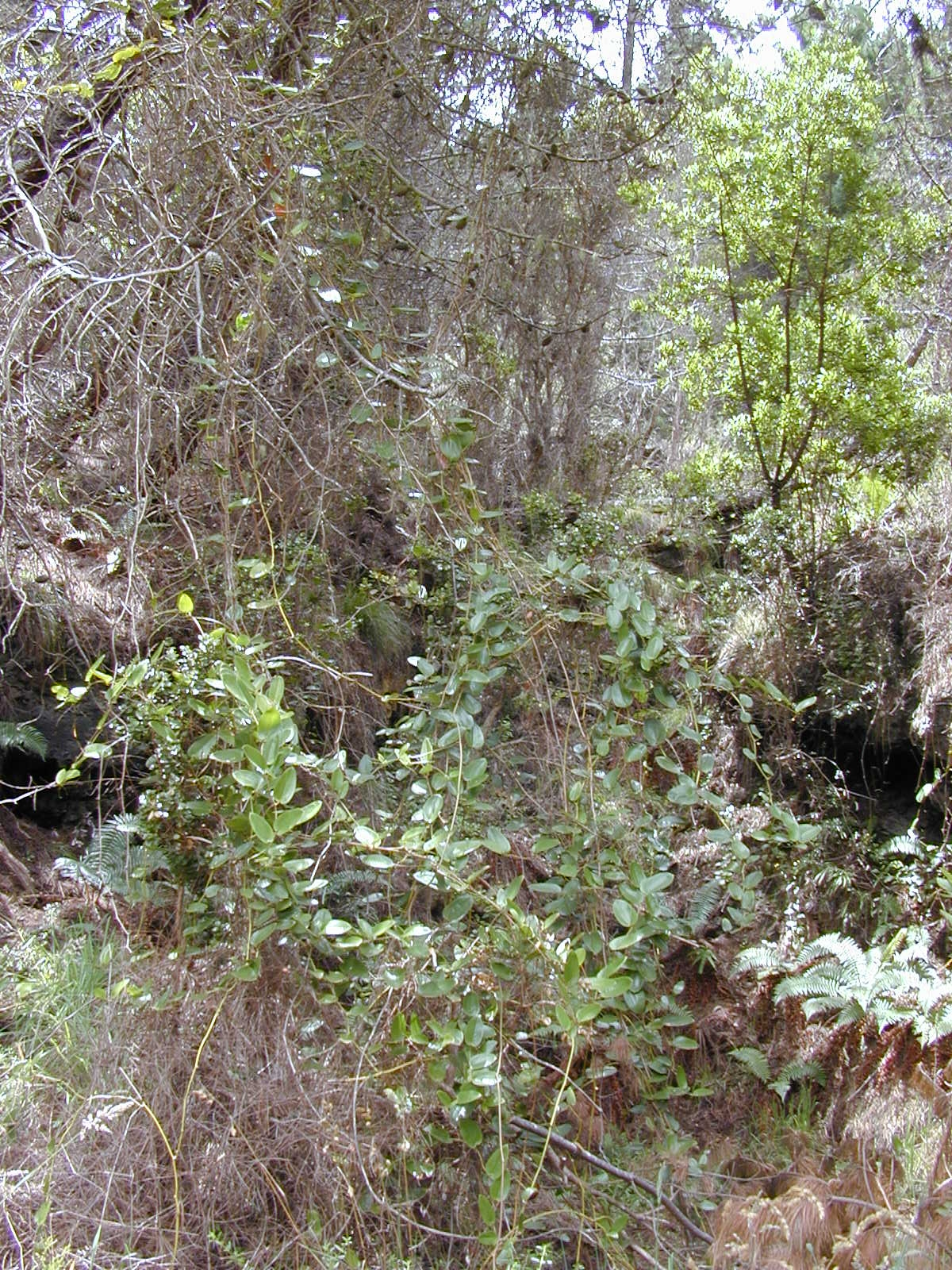
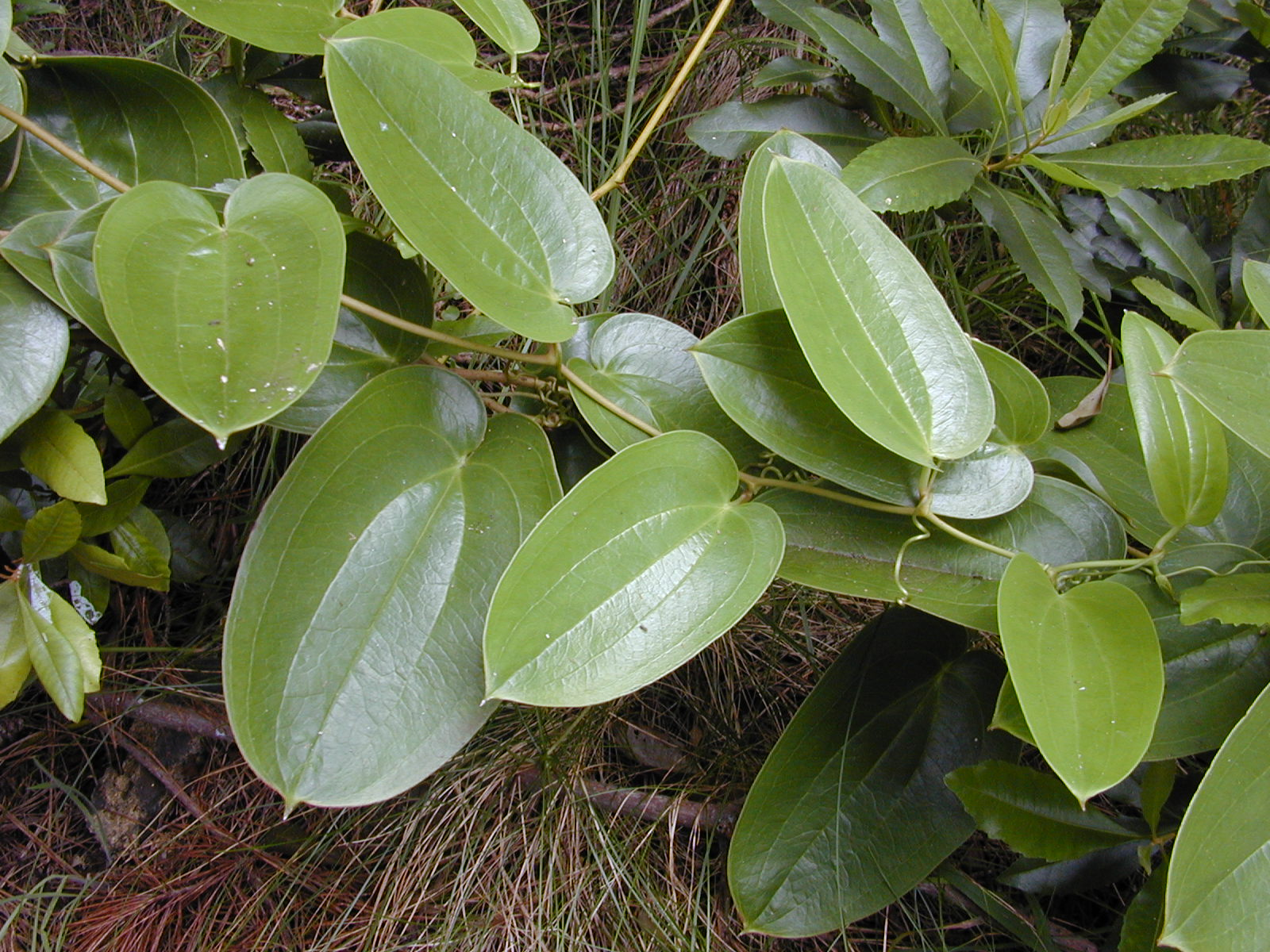
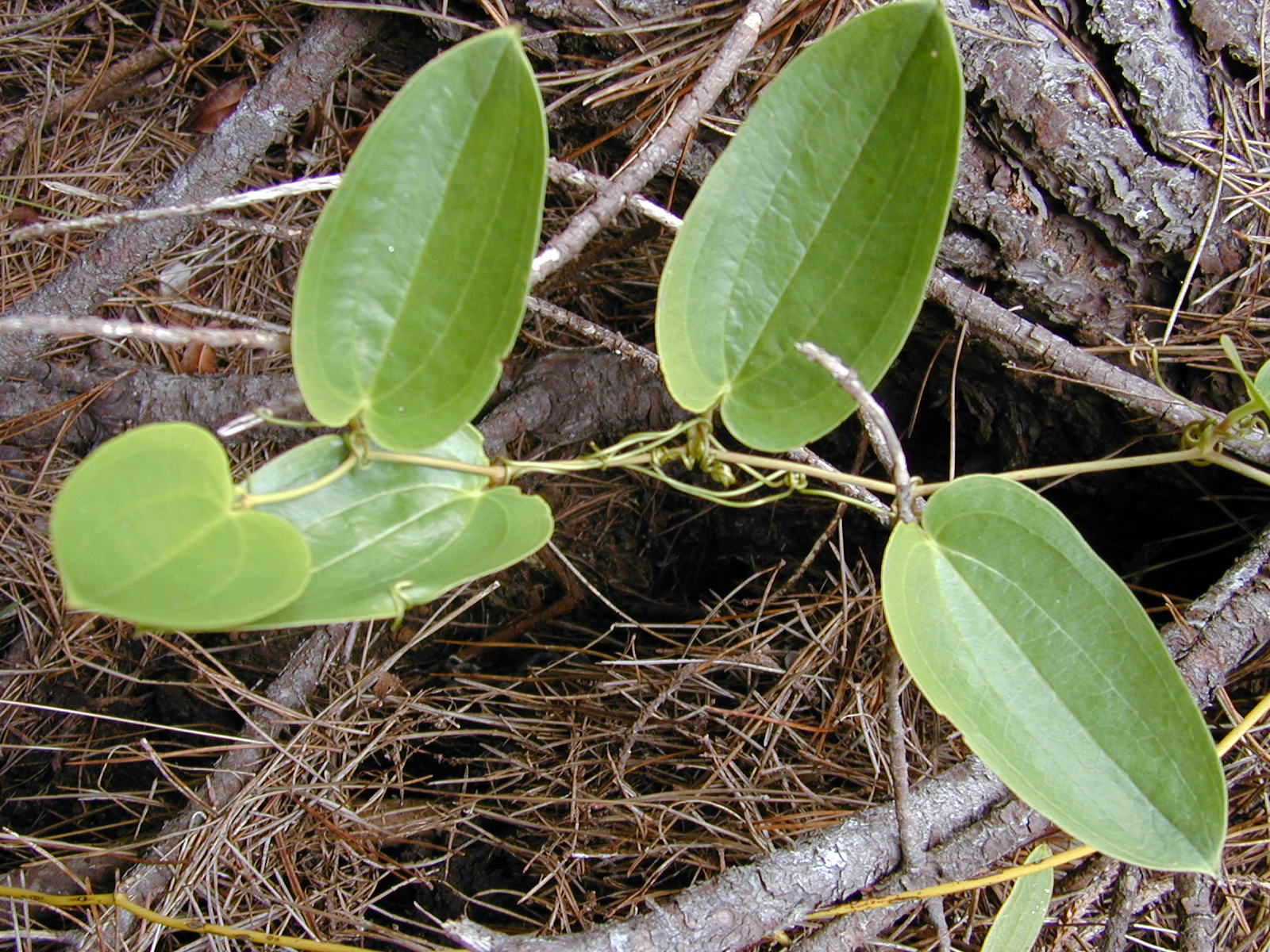
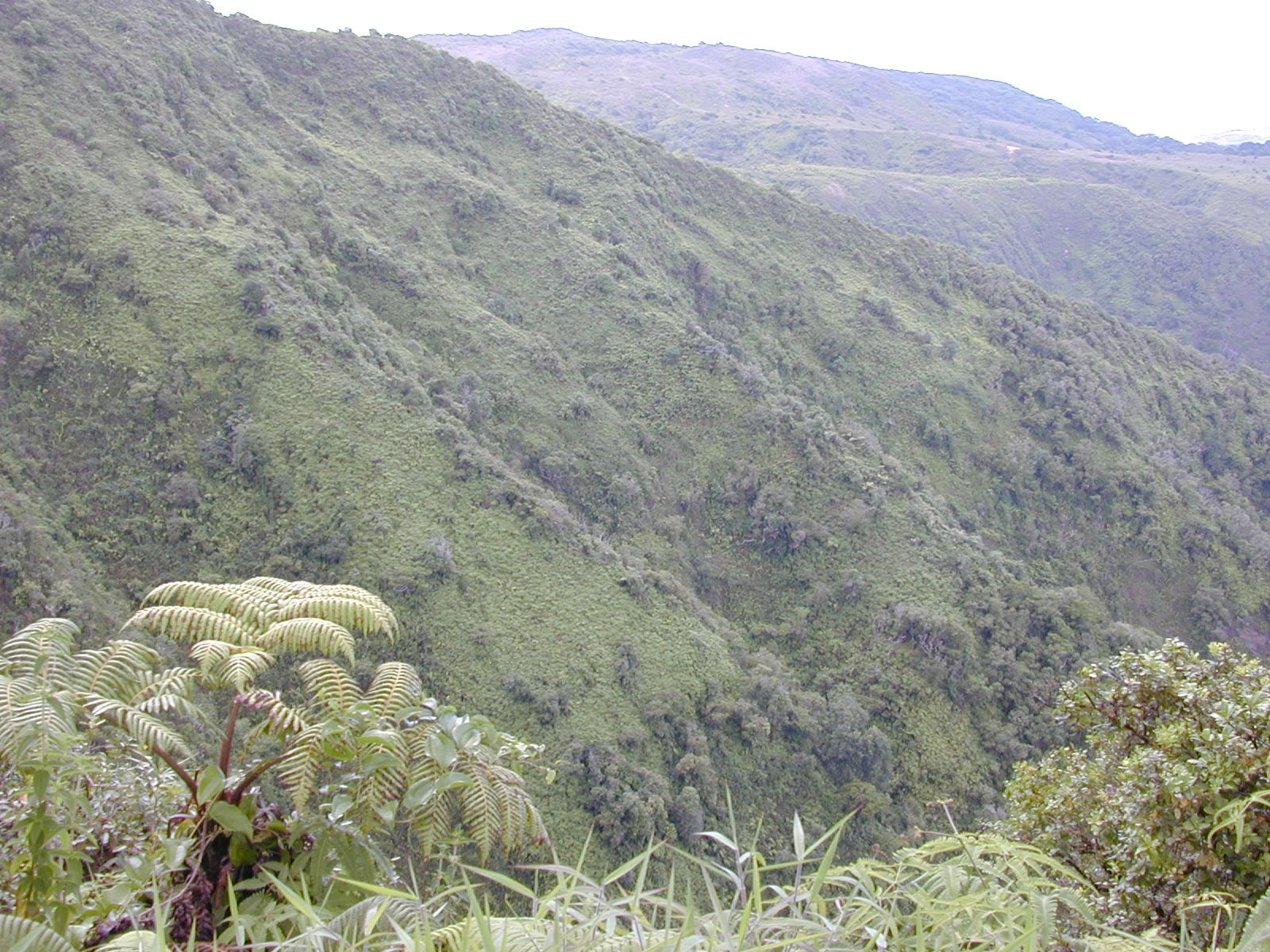
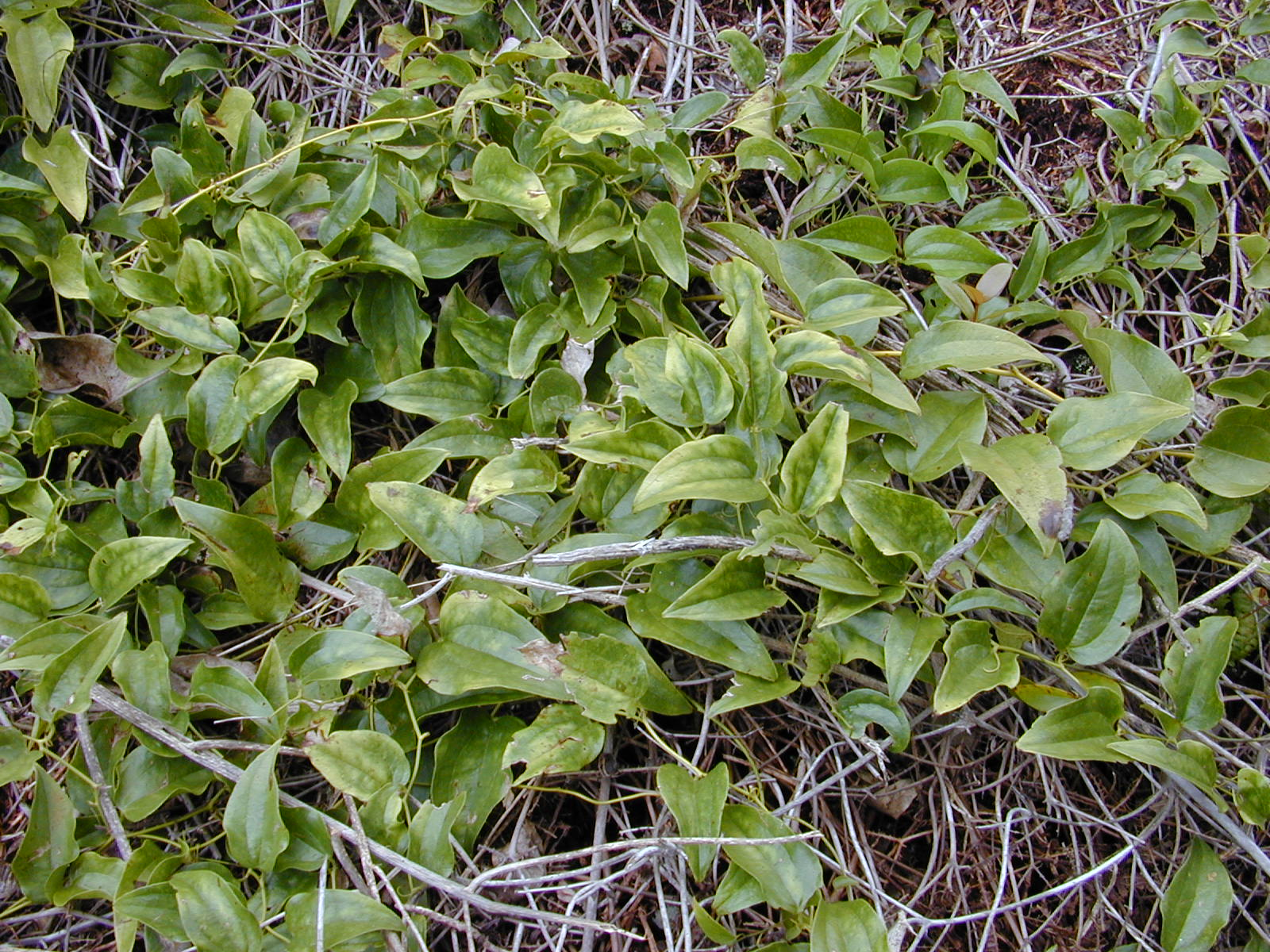
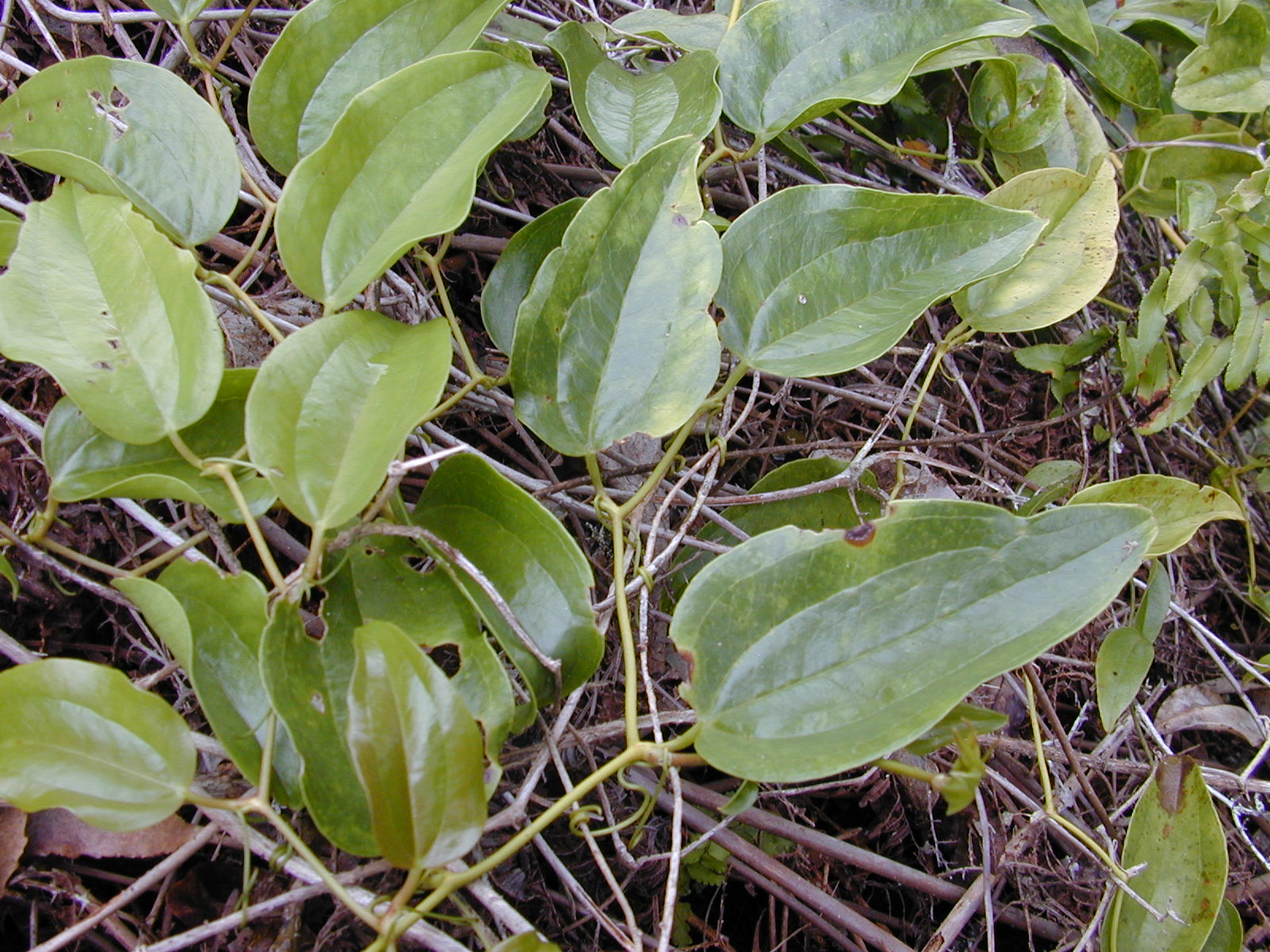